# Rudolf Schuster
Rudolf Schuster (Košice, 4 januari 1934) was president van Slowakije. Hij werd op 29 mei 1999 gekozen en op 15 juni van dat jaar geïnaugureerd. Daarvoor was Schuster vier jaar burgemeester van zijn geboortestad Košice in Oost-Slowakije.
Bij de presidentsverkiezingen van 2004 haalde Schuster de tweede ronde niet. Als onafhankelijke kandidaat behaalde hij 7,4% van de stemmen. Ivan Gašparovič werd zijn opvolger.